# Sandya Eknelygoda
Sandya Eknaligoda é uma ativista de direitos humanos, no Sri Lanka . Ela tem feito campanha por milhares de pessoas desaparecidas no Sri Lanka, inclusive seu marido, o jornalista desaparecido Prageeth Eknaligoda. Ela se tornou uma ganhadora do Prêmio Internacional Mulheres de Coragem em 2017 e foi reconhecida como uma das 100 mulheres da BBC em dezembro de 2022.
Seu marido disse a ela que estava em uma lista de alvos e que estava recebendo ameaças que o avisavam para parar de escrever. Ele estava investigando corrupção quando foi sequestrado e voltou em 2009. Ela se envolveu ativamente depois que seu marido e proeminente jornalista Prageeth Eknaligoda desapareceu em 2010, quando ele investigava o suposto uso de armas químicas contra civis pelo exército do Sri Lanka na luta contra os rebeldes tâmeis.

## Prêmios
Em 2017, Eknaligoda foi premiada com o Prêmio Internacional Mulheres de Coragem por suas campanhas. Ela foi reconhecida como uma das 100 mulheres da BBC em dezembro de 2022.